# 남원교룡초등학교
남원교룡초등학교는 대한민국 전북특별자치도 남원시에 있는 공립 초등학교이다.

## 학교 연혁
- 1993.1.18.	보통교실 24, 특별교실 2, 관리실 4 준공
- 1993.3.16.	남원교룡국민학교 개교(1109명 24학급)
- 1996.3.1.	남원교룡초등학교로 개명
- 1998.2.17.	일본 미산소학교와 자매결연
- 1999.3.11.	남원교룡초등학교 병설유치원 개원
- 1993.1.7.	남원교룡국민학교 설립 인가
- 1995.3.1	도지정 향토문화자료 연구학교
- 1997.3.1.	시지정 열린교육 시범학교 운영
- 1999.3.1.	도지정 열린교육 시범학교 운영
- 2000.3.1.	도교육청지정 심미교육 시범학교 운영
- 2009.3.1.	도교육청지정 교과서 실험연구학교 운영
- 2013.03.01.	제 7대 김용경 교장 취임
- 2014.2.13.	제 21회 졸업 87명 (총 졸업생수: 2651명)
- 2014.03.01.	도교육청지정 체육(스포츠클럽)연구학교 운영

## 참고 자료
- 남원교룡초등학교 - 한국교육학술정보원 학교알리미